# Capilla de Futuna
La Capilla de Futuna (en inglés: Futuna Chapel) es un edificio religioso católico en el barrio de Karori, Wellington, Nueva Zelanda diseñado por el arquitecto John Scott.
Construido por los hermanos de la Compañía de María, la capilla recibe el nombre de una isla del Pacífico llamada Futuna en la cual el misionero Peter Chanel, a quien está dedicado el proyecto, fue martirizado en 1841. Fue galardonada por el Instituto de Arquitectos de Nueva Zelanda con medalla de oro en 1968 y el Premio de 25 años en 1986. La Fundación de Lugares Históricos lo ha puesto en su registro como un sitio histórico Categoría 1.